# Nenad Marković
Nenad Marković Zoric (Doboj, RFS Iugoslàvia, 6 de juny de 1968) és un exjugador de bàsquet professional i entrenador en actiu d'aquest esport. Nascut a Iugoslàvia, té la nacionalitat bosniana i espanyola.

## Trajectòria com a jugador
Es va formar a les categories inferiors de l'Igman Ilidja de Iugoslàvia, debutant professionalment amb el Bosna Sarajevo el 1989. Hi va jugar fins al 1992, en que va marxar a jugar partits amistosos amb l'Stefanel Trieste de la lliga italiana fins que en el mes de febrer signa amb el Ferrys Llíria de la lliga ACB. En acabar la temporada jugarà amb el Hapoel Tel Aviv de la lliga israeliana, abans de tornar a la lliga espanyola en la temporada 1994-95 fitxant pel Joventut. En el mes de gener seria tallat per Stephen Bardo i marxaria a jugar a la lliga suïssa. Jugarà dues temporades més a la lliga israeliana i altres dues a la francesa, per retornar a Espanya el 1999, contractat pel Pamesa València, amb qui va ser subcampió de Copa. La temporada 2000-01 jugaria a l'Adecco Estudiantes, i les dues temporades següents a Grècia. La temporada 2003-04 juga al Polaris World Murcia, i acabar la seva carrera esportiva com a jugador el 2006 a Bòsnia, al KK Bosna.
Va arribar a disputar partits com a internacional per a la selecció absoluta de Iugoslàvia, abans de la desintegració de la mateixa, i per la Bòsnia i Hercegovina amb la qual va disputar els Eurobasket del 97, el 99 i el 2001

## Trajectòria com a entrenador
Després de la seva retirada com a jugador el 2006, el jugador va assumir el càrrec d'entrenador de la selecció bosniana, tot i que no tenia cap experiència prèvia com tècnic. Va entrenar equips de les lligues grega i turca, com el Panionios o el Trabzonspor, fins que el 2017 es converteix en entrenador de l'Iberostar Tenerife de la Lliga Endesa, amb qui va guanyar la Copa Intercontinental de la FIBA. En el mes de novembre d'aquell mateix any arriba a un acord per desvincular-se del club illenc, i es va convertir en entrenador del Gaziantep Basketbol turc.